# Адам Салаї
А́дам Салаї́ (угор. Szalai Ádám, нар. 9 грудня 1987, Будапешт, Угорщина) — угорський футболіст, нападник збірної Угорщини та швейцарського «Базеля».

## Клубна кар'єра
Народився 9 грудня 1987 року в місті Будапешт. Вихованець юнацьких команд футбольних клубів «Гонвед», «Уйпешт» та «Штутгарт».
У дорослому футболі дебютував 2006 року виступами за команду клубу «Штутгарт» II, в якій провів один сезон, взявши участь у 33 матчах чемпіонату, проте до основної команди «швабів» не пробився.
Своєю грою за цю команду привернув увагу представників тренерського штабу клубу «Реал Мадрид Кастілья», до складу якого приєднався 2007 року. Відіграв за дублерів королівського клуб наступні три сезони своєї ігрової кар'єри. Більшість часу, проведеного у складі фарм-клуба мадридського «Реала», був основним гравцем атакувальної ланки команди.
2010 року уклав контракт з клубом «Майнц 05», у складі якого провів наступні три роки своєї кар'єри гравця. Граючи у складі «Майнца» також здебільшого виходив на поле в основному складі команди.
27 червня 2013 року Салаї за 8 мільйонів євро перейшов до «Шальке 04», підписавши контракт на п'ять років. Наразі встиг відіграти за клуб з Гельзенкірхена 5 матчів в національному чемпіонаті.

## Виступи за збірні
Протягом 2007–2008 років залучався до складу молодіжної збірної Угорщини. На молодіжному рівні зіграв у 17 офіційних матчах, забив 11 голів.
11 лютого 2009 року дебютував в офіційних матчах у складі національної збірної Угорщини в товариській грі проти збірної Ізраїлю. Перші голи за збірну забив 8 жовтня 2010 року у матчі проти Сан-Марино, оформивши хет-трик
Наразі провів у формі головної команди країни 84 матчі, забивши 25 голів.